# Castelo de Turku
O Castelo de Turku (em finlandês:  Turun linna, em sueco:  Åbo slott) é um monumento da História da Finlândia localizado na cidade de Turku na Finlândia.
Tendo mais de 700 anos, o castelo é (juntamente com a Catedral de Turku) um dos edifícios mais antigos em utilização da Finlândia.[carece de fontes?] O castelo é um dos maiores edifícios medievais existentes no país, e um dos maiores da Escandinávia.

## Galeria

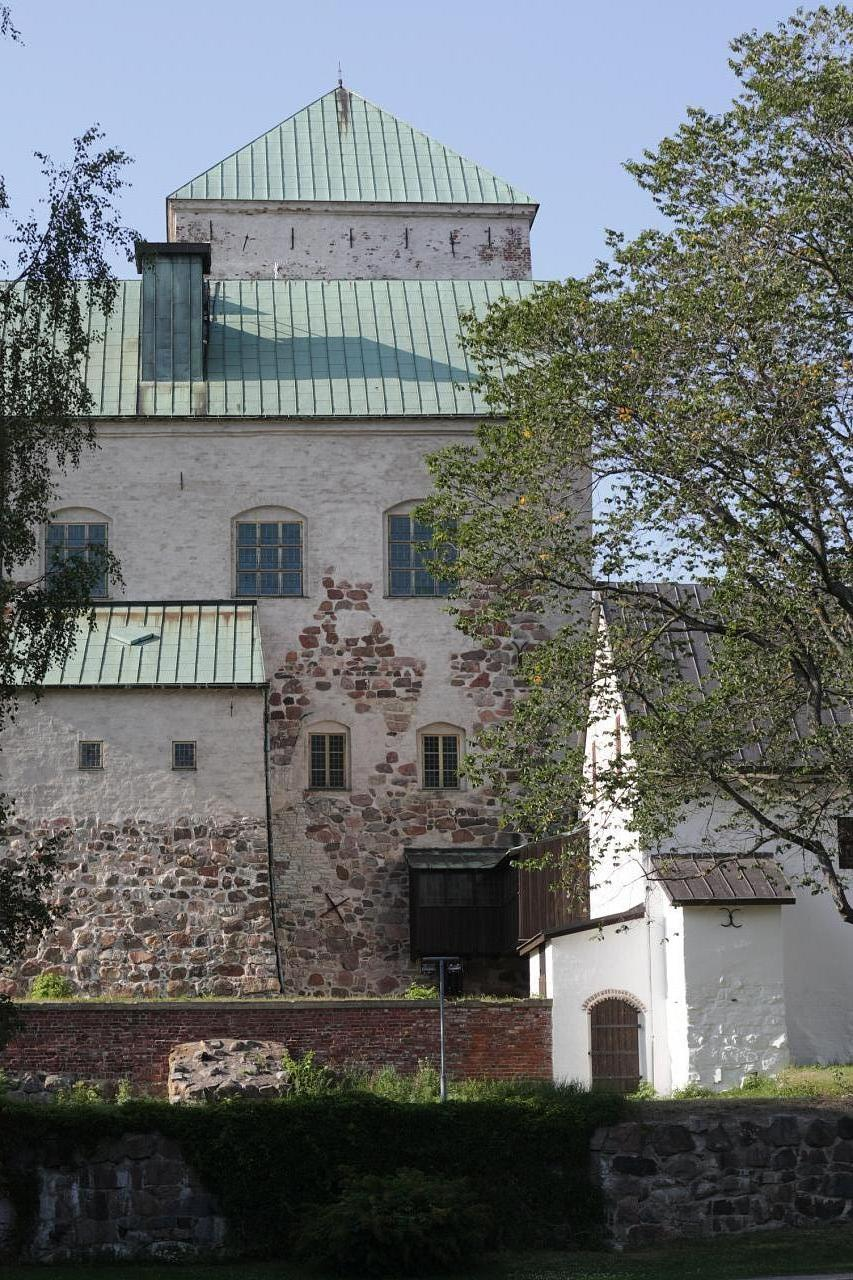
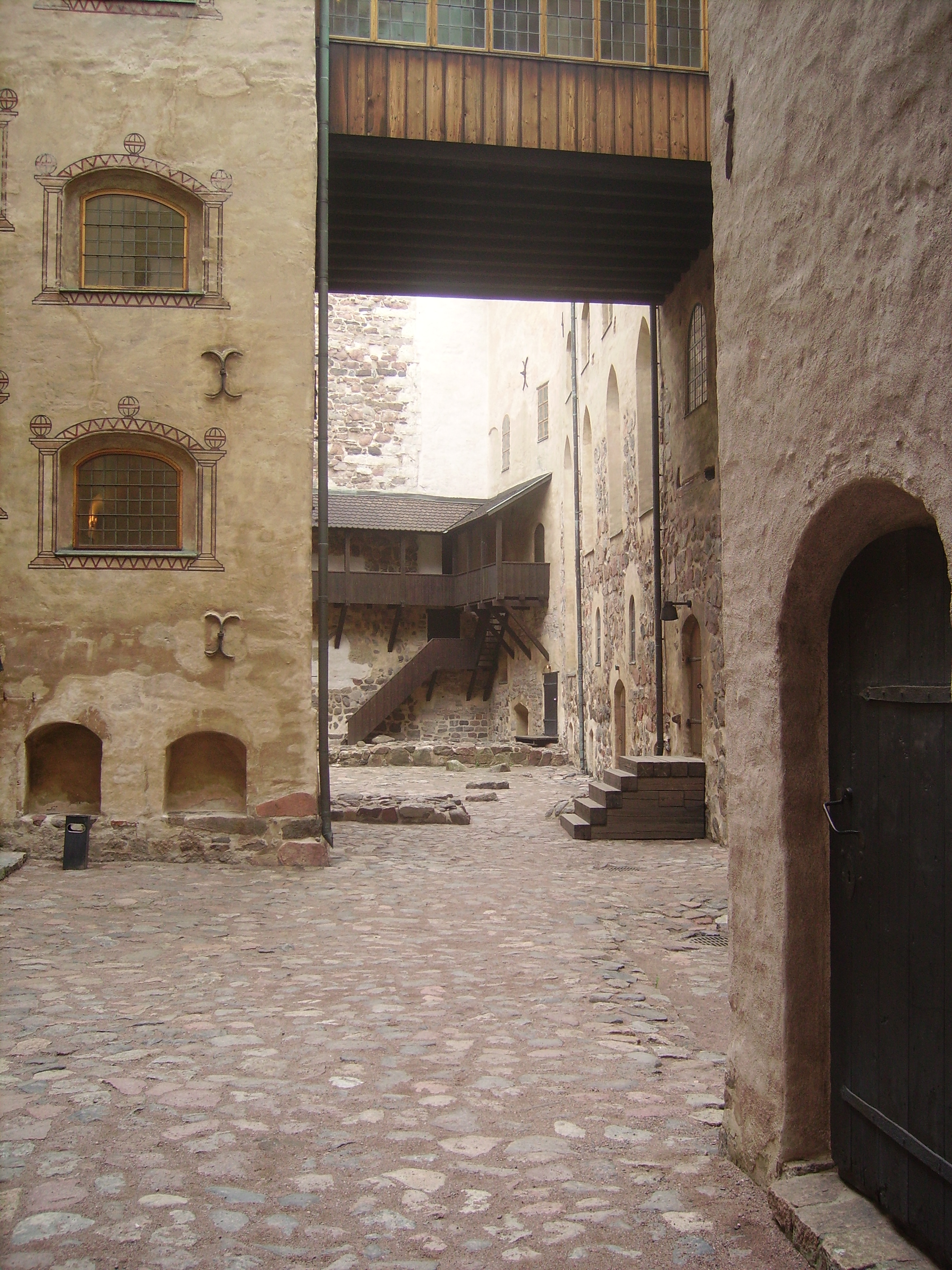
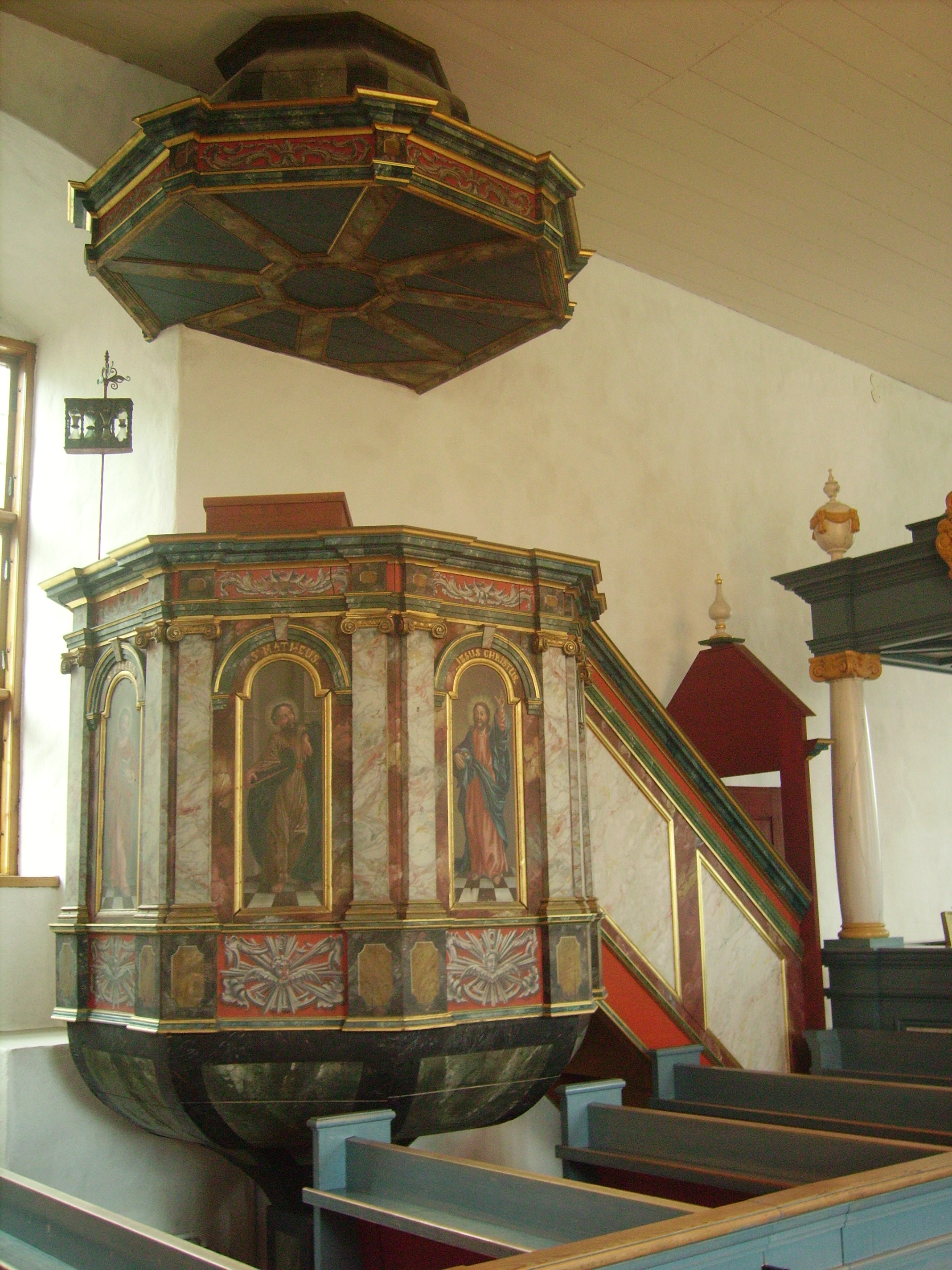
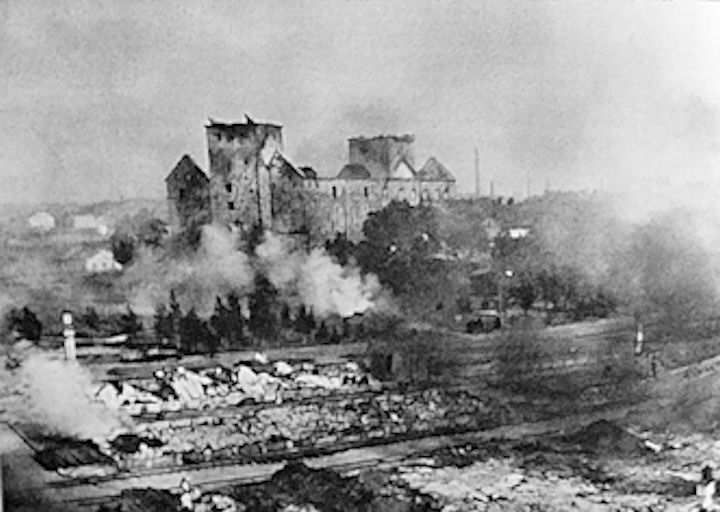
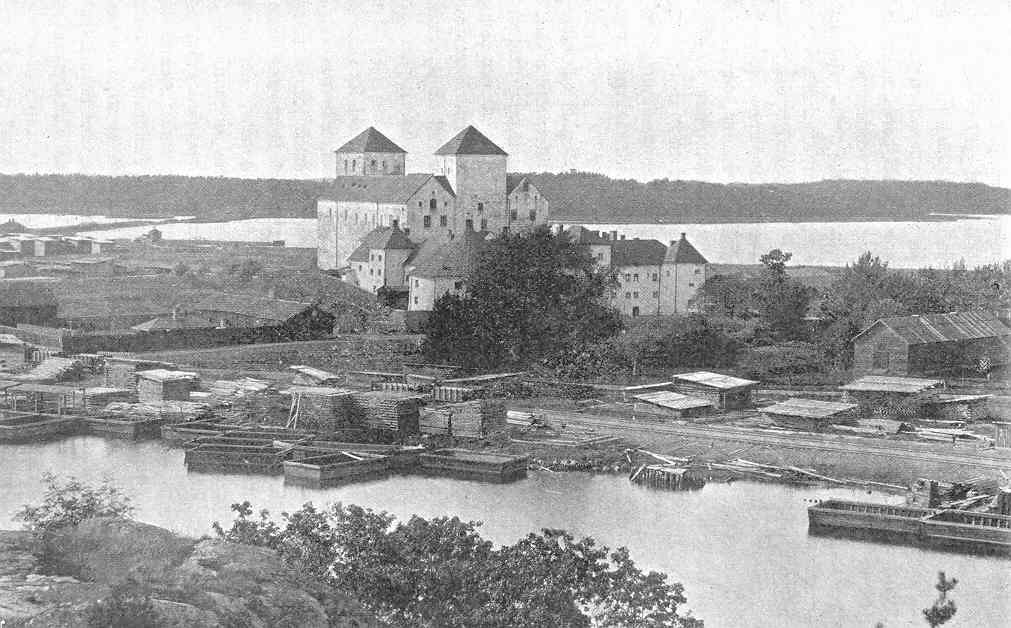
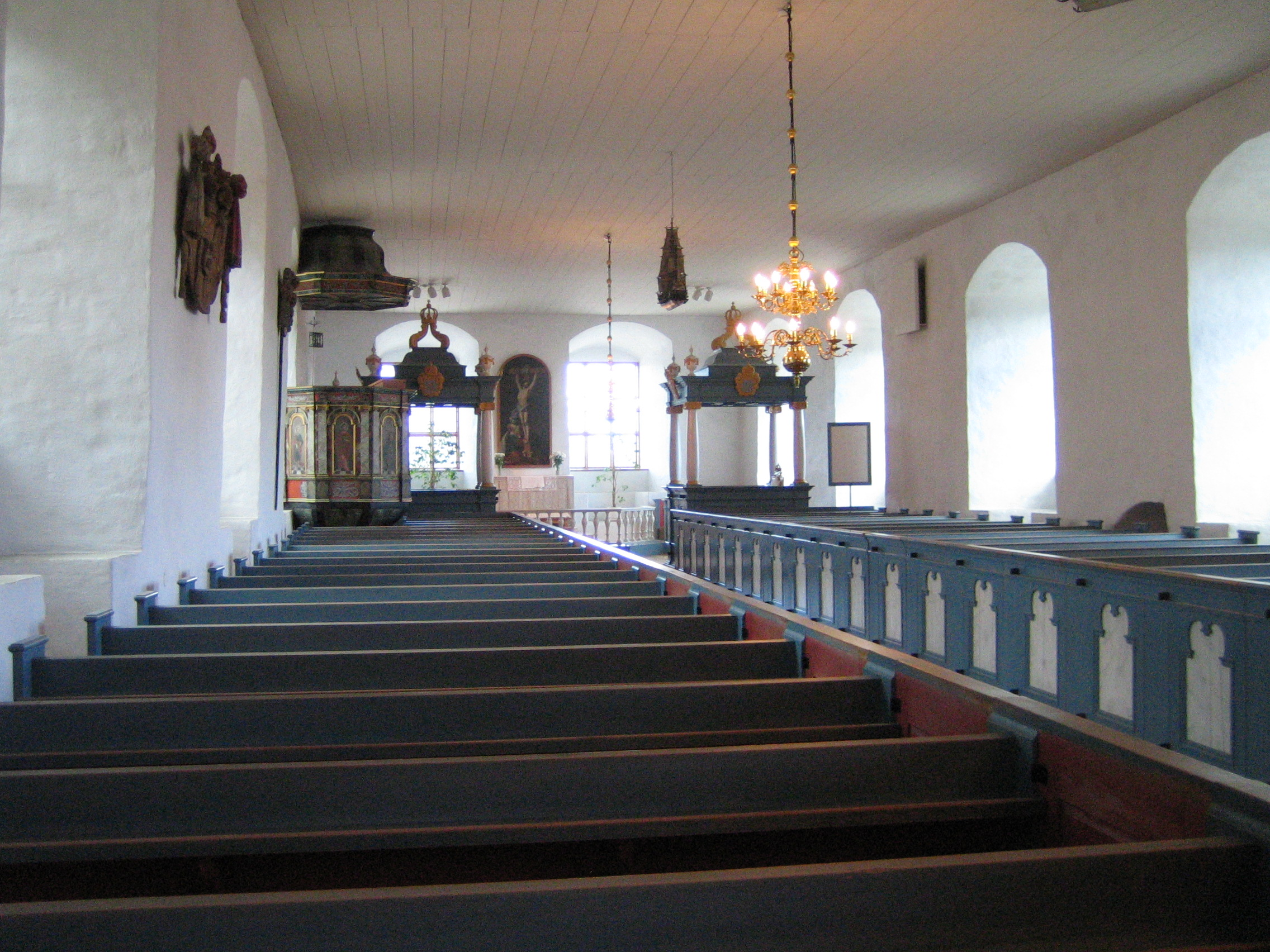
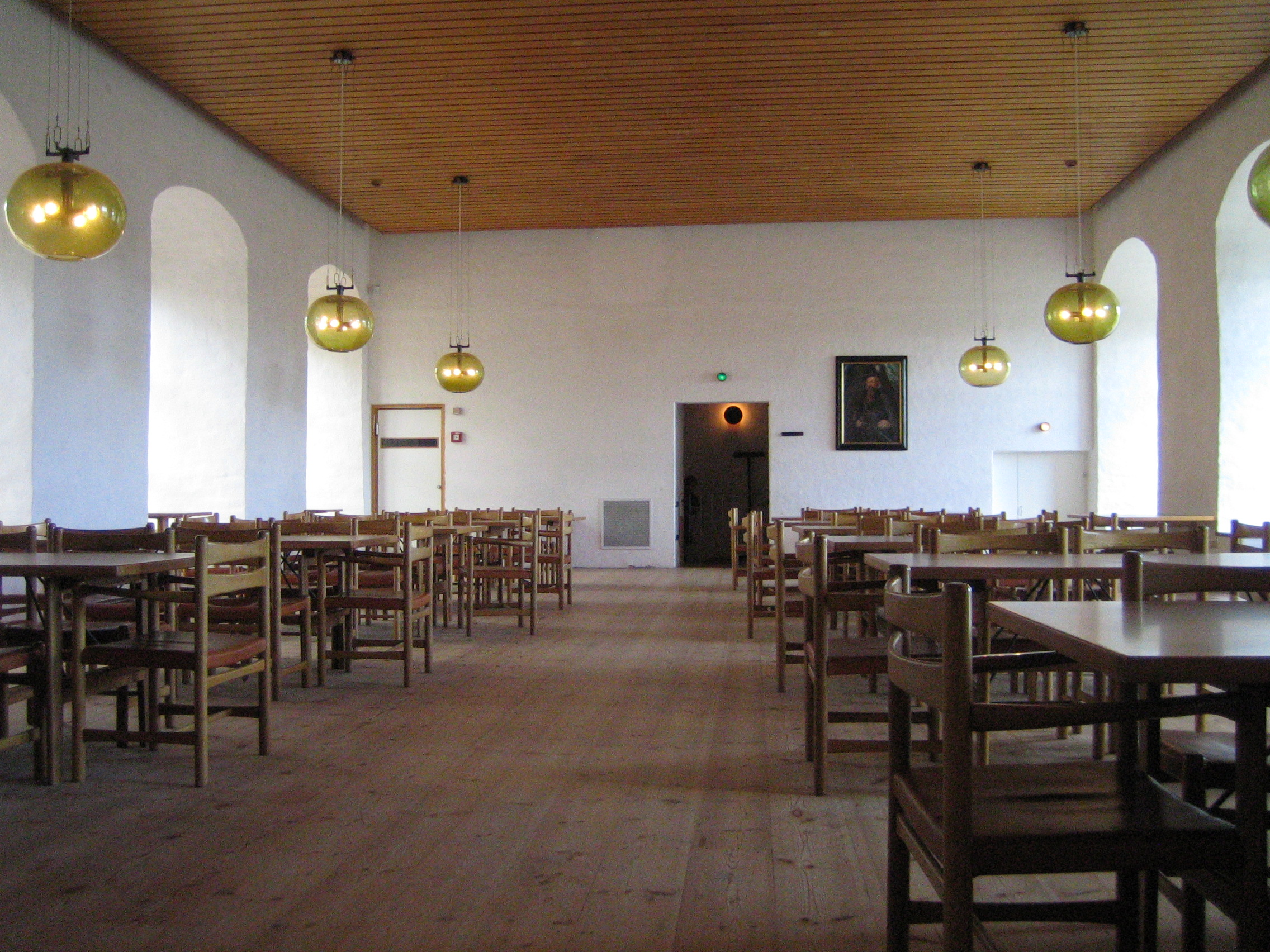
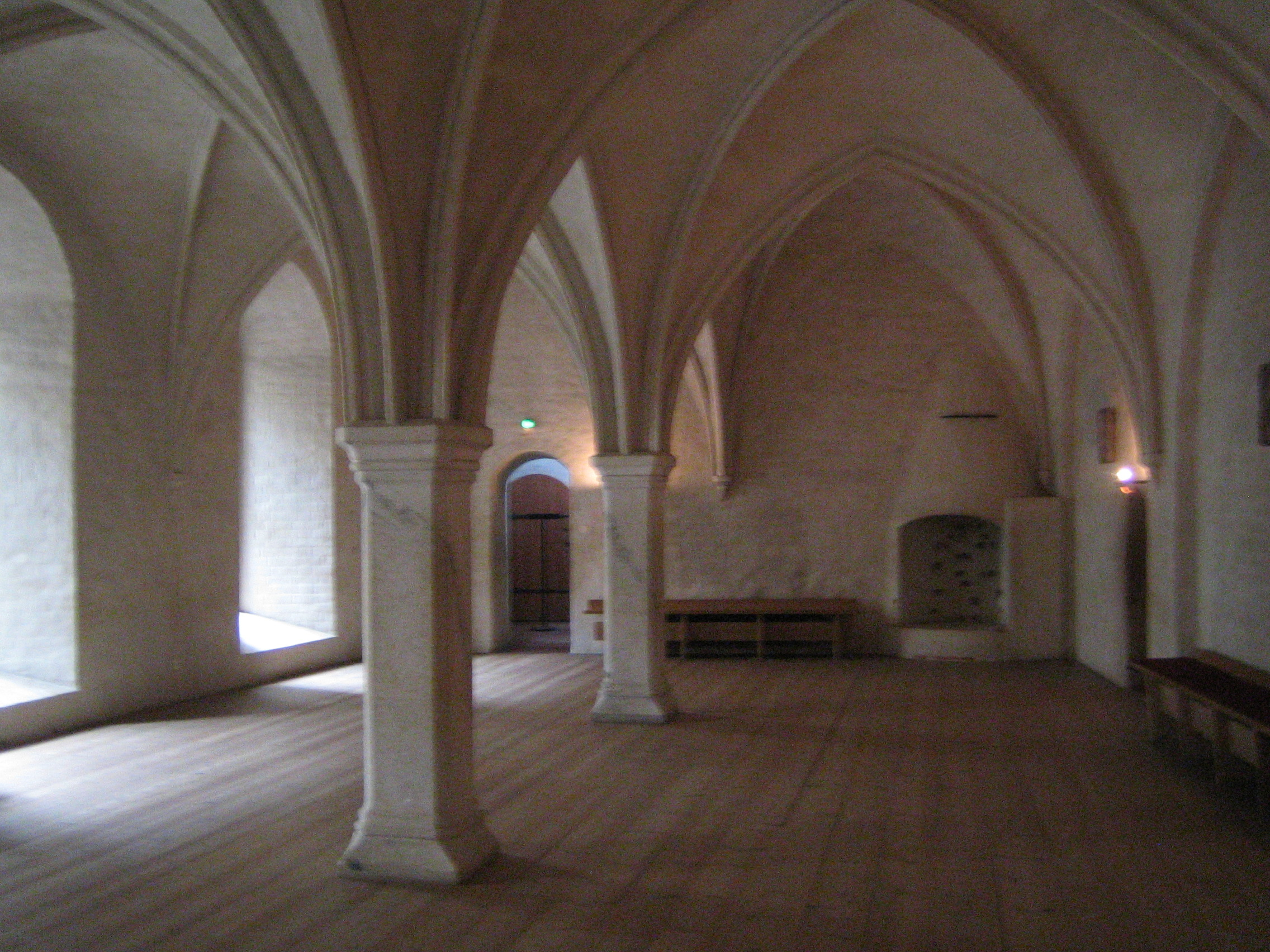